# Hollyanne Leonard
Hollyanne Leonard (Gloucester, Ontario, 1978) è una supermodella canadese.

## Copertine
Le sue foto sono comparse anche su anche varie copertine di
- Cosmopolitan, nelle edizioni 
  - italiana (dicembre 2000)[1]
  - statunitense (settembre 1999, marzo 2000, gennaio, febbraio e novembre 2001)[1]
  - e britannica (ottobre 2001 ed aprile 2004)[1]
- D - la Repubblica delle donne del 30 dicembre 1997[1]

## Sfilate
Ha sfilato anche per Calvin Klein, Chanel e Guy Laroche, oltre che per Victoria's Secret nel 1999.

## Agenzie
Tra le agenzie che l'hanno rappresentata ci sono state:
- Ford Models - New York[1]
- Premium Models[1]
- Wiener Models[1]
- Models 1[1]